# La Madone du grand-duc
La Madone du grand-duc (en italien Madonna del Granduca) est une peinture religieuse de Raphaël, conservée à la Galerie Palatine du palais Pitti à Florence

## Description
La Madone du grand-duc tient son nom du fait qu'elle a appartenu pendant une longue période au grand-duc de Toscane  Ferdinand III de Toscane.
Marie est représentée debout avec sa traditionnelle veste rouge et son manteau azur. Elle porte sur ses bras l'Enfant Jésus comme pour le montrer au spectateur. Entre la Vierge et Jésus on remarque une intention gestuelle douce et mesurée.
Les rapports entre les volumes et la disposition des protagonistes sont bien équilibrés avec une légère rotation de Marie vers la droite à laquelle correspond un geste analogue, dans le sens opposé, de Jésus.
L'effet vaporeux de l'ensemble démontre l'influence du sfumato de Leonardo da Vinci, que Raphaël eut l’occasion d'apprécier lors de ses premières années de présence à Florence.

## Historique
La provenance de La Madone du grand-duc n'est pas connue. Le tableau a vraisemblablement été réalisé par le peintre pour son usage personnel lors de son arrivée à Florence vers l'année 1504.
Un des propriétaires a été le peintre Carlo Dolci, auquel le grand-duc de Toscane Ferdinand III de Médicis acheta le tableau.
En 1799 l'œuvre revint à la lumière quand Ferdinand très attaché au tableau au point de l'emmener avec lui en voyage se la fit expédier à Vienne.
En 1800 la toile fut restaurée par Vittorio Sampieri et depuis 1815 elle fut conservée au palais Pitti d'abord dans la chambre à coucher de l'appartement grand-ducal, puis dans une salle décorée à fresque par Pietro da Cortona à l'endroit où se trouve aujourd'hui la Galerie Palatine.
En 1821 elle a été transférée temporairement aux Offices où Luisa Seedler eut l'autorisation de la copier.
En 1830, elle est transférée de nouveau au palais Pitti, d'abord dans la chambre de l'archiduchesse Marie-Louise et ensuite dans celle de la grande-duchesse Maria Antonia.
Au cours des divers inventaires, elle figura successivement dans la Sala di Apollo, Sala dell'Educazione di Giove (1829 - 1859) et enfin, depuis le XIXe siècle, à l'endroit actuel.

### Attribution à Raphaël
L'attribution de l'œuvre à Raphaël n'a jamais été mise en doute et le tableau figure parmi les plus célèbres Madones réalisées par l'artiste.
Le seul débat qui a eu lieu concerne l'autographie de l'arrière-plan sombre. Des études récentes semblent l'attribuer à un repentir de l'artiste lors des quelques retouches sombres au pinceau modelant le voile et les cheveux.
En effet une radiographie a mis en évidence un autre fond de cadre sous l'actuel, avec une fenêtre à arc sur le côté droit et un peu en dessous, un gradin ou un siège qui traversait horizontalement toute la peinture.

## Postérité
Le tableau fait partie du musée imaginaire de l'historien français Paul Veyne, qui le décrit dans son ouvrage justement intitulé Mon musée imaginaire.

## Sources
- (it) Cet article est partiellement ou en totalité issu de l’article de Wikipédia en italien intitulé « Madonna del Granduca » (voir la liste des auteurs).